# 放射性医薬品

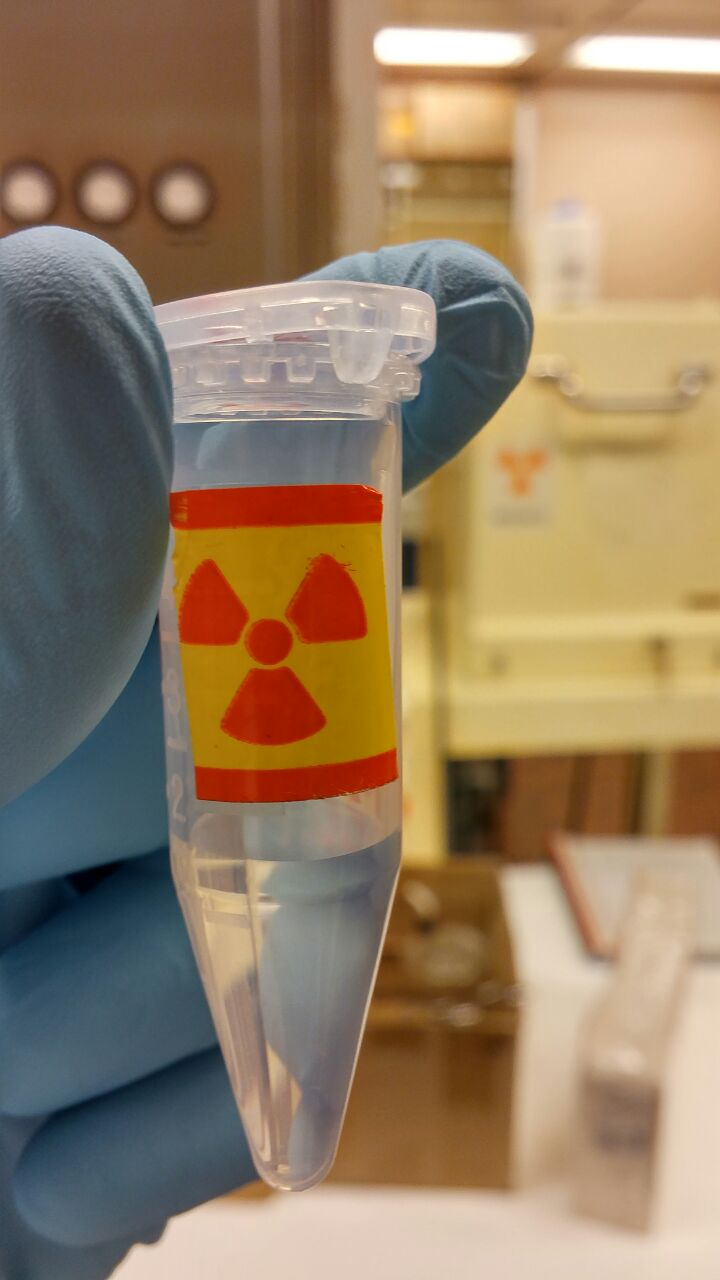
炭素11で標識した放射性医薬品の例

放射性医薬品（Radiopharmaceuticals, medicinal radiocompounds）は、放射性同位元素を含む医薬品の一群である。診断薬や治療薬として応用する事ができる。放射性医薬品はそれ自体が放射線を放出するもので、外部の電磁気や超音波を吸収したり変化させたりする他の造影剤とは異なる。放射線薬理学は、これらの薬剤を専門とする薬理学の一分野である。 
日本では放射性医薬品基準が昭和34年8月に厚生省（当時）から示され、放射性医薬品の取り扱い手順や品質確保に関する各種測定法、各品目の品質基準などが規定され、その後改定を重ねて今に至っている。 

## 放射性医薬品の種類

### 診断薬
主としてガンマ線や陽電子を放出する医薬品は、投与後に体外からその局在を検出可能である為、CT、PET、SPECT等の撮影時に用いられる。半減期は短い程患者の負担が少ない。 

### 治療薬
主としてアルファ線やベータ線を放出する医薬品は、癌等の増殖性疾患の治療に応用される。疾患局所に集積する性質を持つ元素が好まれる他、モノクローナル抗体にキレート担持部位を結合し、放射線を患部に集中させるものもある。また、針状の容器に封入した小線源を患部に埋め込む方法も採られる。 

## 放射性医薬品の送達
製造業者が注文の都度製造して配達する場合もあるが、半減期の短い核種の場合、医療機関で使用する時には既に低力価となってしまっている場合がある。当該核種の親核種の半減期がある程度長い場合、親核種を密封容器（ジェネレータ）に保存して医療機関に配達し、用時に溶媒等を流して当該核種をミルキングして必要な溶液等を得る事が出来る。99Mo/99mTcジェネレータや81Rb/81mKrジェネレータが承認されている他、68Ge/68Gaジェネレータ等も開発されている。

## 放射性医薬品の命名法
他の医薬品と同様に、放射性医薬品の薬名も標準化されているが、様々な規格が併存している。INN（International Nonproprietary Name）では、基本的な薬剤名に続いて、放射性同位元素（質量数、スペースなし、元素記号）を上付き文字なしの括弧で囲み、続いてリガンド（ある場合）を記載する。INN名に角括弧や上付き文字が付いているのは、化学的命名法（IUPAC命名法など）で使用されている為であるが、これは一般的ではない。
日本医薬品一般的名称（JAN）の場合、医薬品一般名の後に括弧で放射性元素の質量（上付き文字）と元素記号を記す。
米国薬局方（USP）では、基本的な薬剤名の後に、放射性同位元素（元素記号、スペース、質量番号）を括弧、ハイフン、上付き文字なしで記載し、その後にリガンド（ある場合）を記載する。USPスタイルはINNスタイルではないが、一部の出版物では両者が同一のものとして記述されている（例えば、AMAの放射性医薬品のスタイルはUSPスタイルと一致している）。米国薬局方協議会は、USAN評議会のスポンサー団体であり、ある医薬品の米国一般名（USAN）はUSP名と同じであることが多い。
| 国際一般名 (INN)                   | 日本医薬品一般的名称 (JAN)                                         | 米国薬局方 (USP)                  |
| ---------------------------------- | ------------------------------------------------------------------ | --------------------------------- |
| technetium (99mTc) sestamibi       | ヘキサキス（2-メトキシイソブチルイソニトリル）テクネチウム (99mTc) | technetium Tc 99m sestamibi       |
| fludeoxyglucose (18F)              | フルデオキシグルコース (18F)                                       | fludeoxyglucose F 18              |
| sodium iodide (123I)               | ヨウ化ナトリウム (123I)                                            | sodium iodide I 123               |
| indium (111In) altumomab pentetate | （未承認）                                                         | indium In 111 altumomab pentetate |

## 関連資料
- 放射性医薬品基準 解説書  日本放射性医薬品協会（2016年6月）
- 「健常組織を守りつつがん病巣に的確に放射性医薬品を集中させる新手法を開発」(国立研究開発法人国立がん研究センター, 2023年10月17日)

## 参考資料
1. ↑  Iverson, Cheryl, et al. (eds) (2007), “15.9.2 Radiopharmaceuticals”, AMA Manual of Style (10th ed.), Oxford, Oxfordshire: Oxford University Press, ISBN 978-0-19-517633-9.